# A Different Way
«A Different Way» es una canción del DJ francés y productor discográfico DJ Snake, con voces del músico estadounidense Lauv. Fue escrito por Snake, Lindy Robbins, Ilsey Juber, Ed Sheeran, Johnny McDaid y Steve Mac, con la producción a cargo de Snake. Fue lanzado a minoristas digitales el 21 de septiembre de 2017, un día antes de su fecha de lanzamiento esperada, través de Geffen Records.

## Recepción de la crítica
David Rishty de Billboard escribió que la canción presenta "una melodía animada y un ritmo contundente", y que "tiene un estilo similar al de 'Let Me Love You'". Jeffrey Yau de Your EDM consideró que la canción era "una balada de medio tiempo que presenta una caída furiosa y futurista que debería ser lo suficientemente amigable para la radio como para ser un éxito mientras retiene la energía y la atmósfera en un clásico golpe de escenario principal de Snake". Rajrishi Murthi de Bangin Beats sintió que "la pista contagiosa y contagiosa se jacta de todos los ingredientes para hacerse cargo de las ondas en los próximos días". Mike Wass, de Idolator, opinó que la canción "no reinventa la rueda", pero la consideró como "una obviedad para la radio pop y logra inyectar un poco de emoción en el cada vez más desalmado club banger".

## Posicionamiento en listas
| Lista (2017)                                   | Mejor posición |
| ---------------------------------------------- | -------------- |
| Australia (ARIA)                               | 59             |
| Bélgica (Flandes) (Ultratip Bubbling Under)    | 1              |
| Bélgica (Valonia) (Ultratop 50)                | 20             |
| Canadá (Canadian Hot 100)                      | 78             |
| Colombia (National-Report)                     | 60             |
| República Checa (Rádio Top 100)                | 57             |
| Francia (SNEP)                                 | 27             |
| Irlanda (IRMA)                                 | 72             |
| Países Bajos (Dutch Top 40)                    | 25             |
| Países Bajos (Mega Single Top 100)             | 46             |
| Nueva Zelanda (New Zealand Heatseekers (RMNZ)) | 1              |
| Filipinas (Philippine Hot 100)                 | 85             |
| Portugal (AFP)                                 | 42             |
| Eslovaquia (Singles Digitál Top 100)           | 49             |
| Suecia (Sverigetopplistan)                     | 65             |
| Suiza (Schweizer Hitparade)                    | 63             |
| Reino Unido (UK Singles Chart)                 | 85             |
| Estados Unidos (Hot Dance/Electronic Songs)    | 11             |
| Venezuela (National-Report)                    | 46             |

| Lista (2018)                              | Posición |
| ----------------------------------------- | -------- |
| Romania (Airplay 100)                     | 74       |
| US Hot Dance/Electronic Songs (Billboard) | 46       |